# Amelia Vega
Amelia Vega Polanco (ur. 7 listopada 1984 w Santo Domingo, Dominikana) – Miss Dominikany Universe i Miss Universe 2003.
Uważano ją za faworytkę jeszcze przed rozpoczęciem konkursu. Po konkursie podpisała kontrakt z nowojorską agencją modelek Trump Model Management i zaczęła pracować jako modelka w Stanach Zjednoczonych. Wzięła udział w kampaniach reklamowych Covergirl i Presidente.
Jej ojciec jest lekarzem o międzynarodowej renomie, matka zaś była Miss Dominikany w 1980 roku.